# Fragaria mandshurica
Fragaria mandshurica är en rosväxtart som beskrevs av Günter Staudt. Fragaria mandshurica ingår i släktet smultronsläktet, och familjen rosväxter. Inga underarter finns listade i Catalogue of Life.